# Соловйовський сільський округ
Соловйо́вський сільський округ (каз. Соловьево ауылдық округі, рос. Соловьёвский сельский округ) — адміністративна одиниця у складі Алтайського району Східноказахстанської області Казахстану. Адміністративний центр — село Соловйово.
Населення — 1356 осіб (2021; 2760 у 2009, 3705 у 1999, 3793 у 1989).
Станом на 1989 рік існувала Соловйовська сільська рада (села Биково, Бідарьовка, Ленінськ, Новокрестьянка, Соловйово). Пізніше село Биково було передане до складу Малеєвського сільського округу. 2013 року села Маяк, Підорльонок та колишнє село Черьомушка були передані до складу округу зі складу ліквідованого Березовського сільського округу.
Село Бідарьовка було ліквідовано 2019 року.

## Склад
До складу округу входять такі населені пункти:
| Населений пункт       | Старі назви    | Населення, осіб (1989) | Населення, осіб (1999) | Населення, осіб (2009) | Населення, осіб (2021) |
| --------------------- | -------------- | ---------------------- | ---------------------- | ---------------------- | ---------------------- |
| Бідарьовка, село      | -              | 95                     | 70                     | 51                     | -                      |
| Ленінськ, село        | -              | 176                    | 177                    | 109                    | 48                     |
| Маяк, село            | -              | 846                    | 863                    | 608                    | 333                    |
| Ново-Крестьянка, село | Новокрестьянка | 537                    | 499                    | 376                    | 155                    |
| Підорльонок, село     | -              | 517                    | 516                    | 315                    | 143                    |
| Соловйово, село       | -              | 1622                   | 1531                   | 1301                   | 677                    |
| Черьомушка, село      | Черьомушки     | 90                     | 49                     | -                      |                        |